# 穆振河
穆振河（1948年—），山东济宁人，汉族，中华人民共和国政治人物、第十一届全国人民代表大会解放军代表。
毕业于山东大学历史专业，是中共党员。担任济南军区联勤部政委。2008年起担任全国人大代表。